# نيل روبين
نيل روبين (بالإنجليزية: Neal Rubin)‏ هو صحفي أمريكي، ولد في 1955 في كاليفورنيا الجنوبية في الولايات المتحدة.